# Isadelphus inimicus

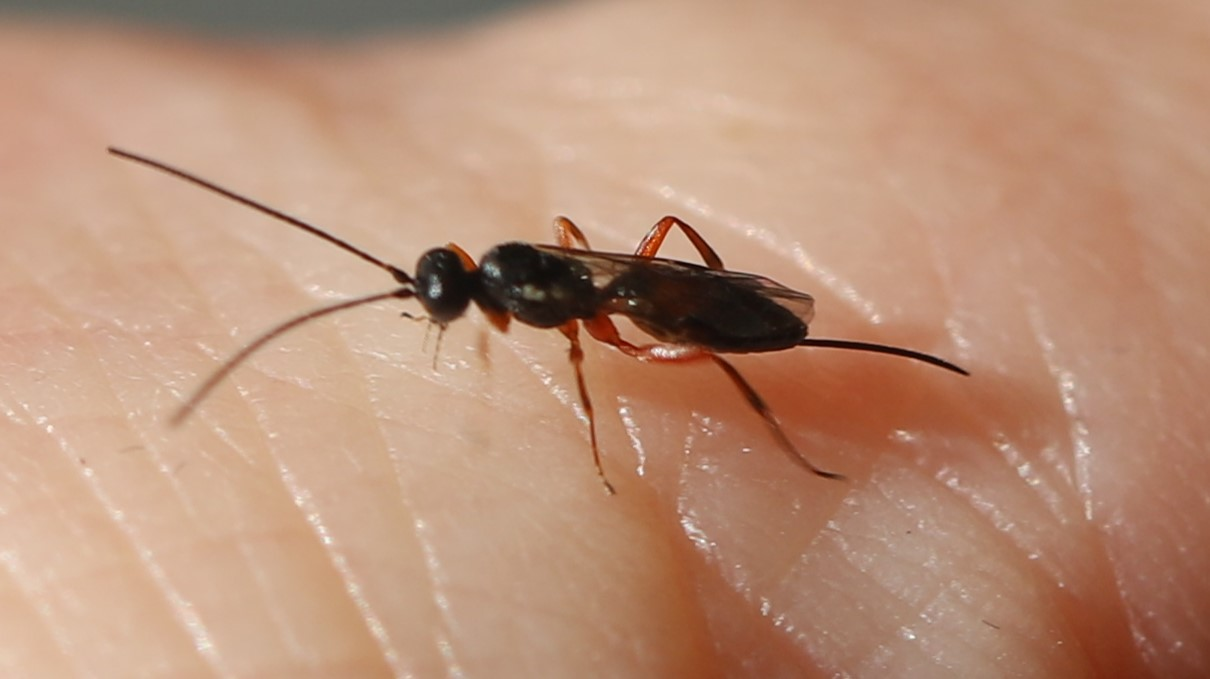
♀

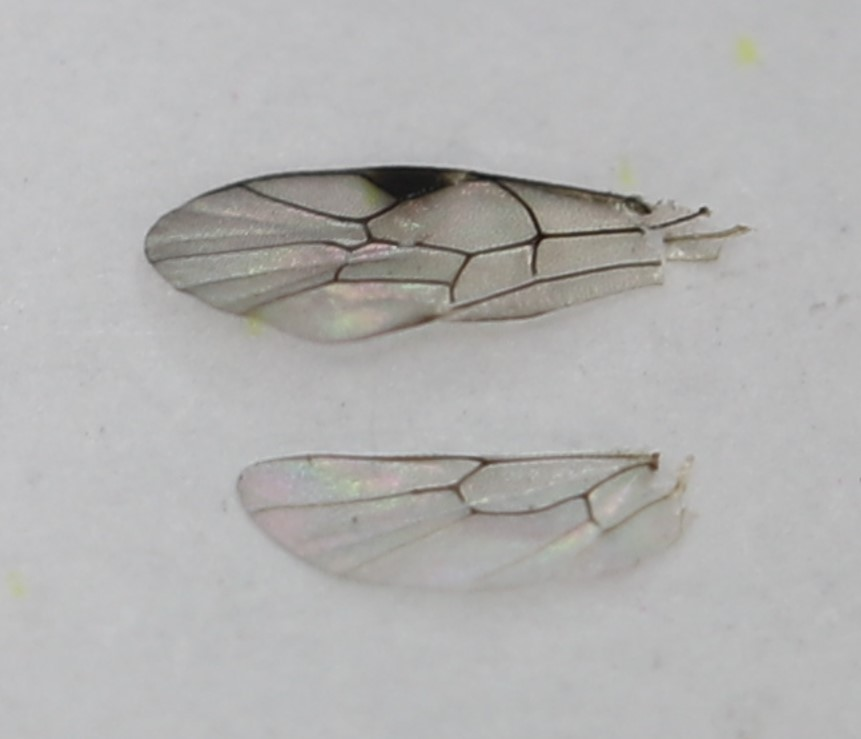
♀ Flügel

Isadelphus inimicus ist eine Schlupfwespe aus der Unterfamilie der Phygadeuontinae. Die Art wurde im Jahr 1829 von Carl Gravenhorst als Hemiteles inimicus erstbeschrieben. Das lateinische Art-Epitheton inimicus bedeutet „Feind“. 

## Taxonomie
Die Gattung Isadelphus wird gewöhnlich der Subtribus Mastrina zugeordnet. Synonyme von Isadelphus inimicus sind:
- Cecidonomus rufus Bridgman, 1880
- Hemiteles inimicus Gravenhorst, 1829
- Hemiteles obscuripes Thomson, 1884

## Merkmale
Die Weibchen sind 4–6 mm lang. Kopf und Thorax sind schwarz. Die Palpen sind gelblich gefärbt, die Tegulae gelblich bis dunkelbraun. Die Fühler weisen 22–25 Geißelglieder auf. Die Vorderflügel weisen eine offene Areola auf. In der Regel sind das apikale Ende des Postpetiolus, das zweite Tergit vollständig sowie zumindest die basale Hälfte des dritten Tergits rotbraun gefärbt. Ansonsten ist der Hinterleib mit Ausnahme eines weißen dorsalen Flecks am Hinterleibsende schwarz. Die Bohrerklappen sind gewöhnlich 1,7 bis 1,8 mal so lang wie die Hintertibien. Der Ovipositor ist leicht nach unten gebogen. Die Beine sind hell rotbraun gefärbt. Die hinteren Coxae sind rotbraun und dunkelbraun gefleckt.
Bei den Männchen wurden Längen zwischen 3 und 5 mm festgestellt. Sie sind überwiegend schwarz gefärbt. Die Fühler weisen 18–20 Geißelglieder auf. Die Tegulae sind immer gelb. Die vorderen und mittleren Coxae sind basal schwarz und apikal gelblich gefärbt. Die hinteren Coxae sind schwarz. Die Trochanteren der vorderen und mittleren Beine sowie alle Trochantellen sind gelb gefärbt. Die hinteren Trochanteren sind schwarz. Femora, Tibien und Tarsen sind überwiegend rotbraun
gefärbt. Lediglich die Klauenglieder der vorderen und mittleren Beine, die hinteren Tibien apikal sowie die hinteren Tarsen sind braun gefärbt.

## Verbreitung
Isadelphus inimicus ist in Mittel-, Ost- und Nordeuropa weit verbreitet. Die Art ist in Fennoskandinavien und auf den Britischen Inseln vertreten, fehlt aber offenbar im Mittelmeerraum. Ferner gibt es Nachweise von der im Nordpolarmeer gelegenen Doppelinsel Nowaja Semlja.

## Lebensweise
Isadelphus inimicus ist ein Kokonparasit von Insekten, welche sich geschützt in Rindenspalten oder unter der Rinde von abgestorbenen oder lebenden Laubbäumen in einem Kokon verpuppen. Zu den Wirtsarten gehören die Schmetterlinge Argyresthia goedartella (Familie Yponomeutidae), Ypsolopha vittella (Familie Ypsolophidae), der Pflaumenwickler (Grapholita funebrana) und der Apfelwickler (Cydia pomonella). Es werden noch weitere Wirte genannt, die nicht zu den Schmetterlingen gehören, darunter Pristiphora appendiculata (Familie Tenthredinidae), die Rote Buschhornblattwespe (Neodiprion sertifer) und die Markante Kamelhalsfliege (Phaeostigma notata). Diese letzteren Wirtsbeziehungen könnten auch auf das Konto möglicher Kryptospezies gehen. Die Schlupfwespen erscheinen sowohl aus überwinternden Kokons als auch im Sommer, etwa einen Monat nach dem Einsammeln. Somit ist die Art offensichtlich multivoltin. Die Flugzeit dauert in der Regel von April bis September. Die Weibchen beobachtet man gewöhnlich an Baumstämmen, wo sie geeignete Wirtskokons suchen.